# Stackelbergina praeclara
Stackelbergina praeclara (лат.) — вид комаров-звонцов из подсемейства Orthocladiinae. Единственный представитель рода Stackelbergina.

## Описание
Мелкие комары длиной тела около 2 мм. Жтугик усика 13-члениковый. На 1—5 члениках жгутика усиков имеются чувствительные щетинки. Глаза без волосков, со слабо выраженным расширением сзади. Мембрана крыльев голая. Анальная лопасть уменьшена.
Личинки длиной до 5,5 мм. Усики 5-члениковые. Вершинный зуб мандибул короче совокупной ширины трех внутренних зубцов. Ментум с шестью парами зубцов по бокам. Лаутерборновы органы равны третьему сегменту усиков. По бокам сегментов брюшка имеются бахрома из щетинок, подобная бахрома из щетинок имеется ещё только у личинок Orthocladiinae из рода Xylotopus.

## Экология
Личинки развиваются во временных водоёмах. В Канаде личинки найдены в небольших (от 20 до 1800 м2) горных водоёмах глубиной до 40 см. В Европе имаго вылетают в мае. В год развивается одно поколение.

## Распространение
Вид встречается в Финдяндии, России (Ярославская область) и Канаде (Квебек).